# Бобокалонов, Сулейман Лоикович
Сулейман Лоикович Бобокалонов (род. 3 января 1960) — советский и таджикистанский футболист, полузащитник.

## Биография
Сулейман Бобокалонов родился 3 января 1960 года.
Играл в футбол на позиции полузащитника. Начал карьеру в 1978 году в «Пахтакоре» из Курган-Тюбе, который выступал в первенстве КФК. В 1979 году, когда «Пахтакор» поднялся во вторую лигу, забил 9 мячей в зональном турнире.
В 1980 году перешёл в душанбинский «Памир», игравший в первой лиге, но не провёл ни одного матча и снова выступал за «Пахтакор», проведя 21 матч и забив 3 мяча во второй лиге. В 1981 году закрепился в составе «Памира», сыграл 27 матчей, забил 2 мяча. В 1982 году также был в заявке «Памира», но по ходу сезона стал игроком одесского СКА. Не провёл ни одного матча как в составе душанбинцев, так и в составе одесситов. 1983 год также пропустил.
В 1984 году вернулся в «Памир». Сыграл 16 матчей в первой лиге, забил 1 мяч. Однако затем потерял место в составе: в 1985 году сыграл только 1 матч, а в 1986-м — ни одного. В сезоне-87 вернулся в Курган-Тюбе, где провёл 17 матчей за «Вахш» во второй лиге, забил 1 мяч.
После распада СССР в 1993—1994 годах выступал в чемпионате Таджикистана за «Шодмон» из Гиссара. В 1996 году стал серебряным призёром чемпионата в составе душанбинской «Ситоры», проведя 11 матчей и забив 4 мяча. По ходу сезона перебрался в душанбинскую «Бофанду», в составе которой забил 3 гола в 9 поединках.
В июне 1993 года провёл 4 товарищеских матча за сборную Таджикистана, мячей не забивал. Дебютным стал поединок 6 июня 1993 года в Ашхабаде против сборной Туркмении (0:6).

## Достижения

### Командные
«Ситора»
- Серебряный призёр чемпионата Таджикистана: 1996.